# Gwyddion
Gwyddion ist eine freie Auswertungs-Software für Rohdaten vieler Rasterkraft- und Rastertunnelmikroskope. (Der Name stammt von einem Zauberer aus der keltischen Mythologie von Wales, siehe Gwydyon.)
Unter anderem durch seinen Lizenzstatus findet es breite Anwendung in Wissenschaft, Forschung, Lehre und Bildung.

## Verfügbarkeit
Das Programm wird als freie Software, auch im Quelltext, unter den Bedingungen der GNU General Public License (GPL) verbreitet. Offiziell unterstützt werden viele Unix-artige sowie Windows-Betriebssysteme. In der populären Linux-Distribution Ubuntu ist es direkt aus den Standard-Paketquellen installierbar.
Es ist derzeit die einzige Open-Source-Lösung für RKM-Datenanalyse in aktiver Entwicklung.

## Funktionalität
Gwyddion dient der Analyse von Höhenfeldern und anderen zweidimensionalen Rasterdaten. Während es primär für Daten aus verschiedenen Arten der Rastersondenmikroskopie (wie RKM, MKM, RTM, SNOM/NSOM) verwendet wird, kann es beispielsweise auch für die Analyse von profilometrischen Daten eingesetzt werden.
Es liest über 50 verschiedene Dateiformate, die Speicherung im eigenen Dateiformat (.gwy) erfolgt in doppelter Genauigkeit. Die Software kann unter anderem die Rasterdaten filtern (zum Beispiel Hochpassfilterung zur Normalisierung der Höhenfelder) und Kontraste maximieren, sie als dreidimensional extrudiert und abgeschattete Fläche rendern und die Bilddaten anhand einer (Falsch-)Farbpalette eingefärbt darstellen, indem es die Tiefenskala auf einen aus der Palette erstellten Farbverlauf abbildet. Weiterhin können durch Zerlegung in Vorder- und Hintergrund mittels verschiedener Segmentierungstechniken Partikel extrahiert und automatisch erkannt, gezählt und vermessen werden. Mit Hilfe der Fourier-Transformation können beispielsweise bestimmte wiederholende Muster extrahiert werden.
Die Software lässt sich auch über Python 2 als Modul einbinden und erlaubt so den Zugriff auf  Funktionen von Gwyddion.

## Entwicklung
Die Software wird seit vielen Jahren hauptsächlich von David Nečas („Yeti“) und Petr Klapetek vom tschechischen metrologischen Institut (Český metrologický institut, CMI) entwickelt. Version 1.0 wurde am 10. März 2004 veröffentlicht, am 30. September 2006 Version 2.0. Es ist in C programmiert und hat eine GTK+-basierte graphische Benutzeroberfläche.